# King Kong gegen Godzilla
King Kong gegen Godzilla (jap. ゴジラ対メカゴジラ, Gojira tai Mekagojira, dt. „Gojira gegen Mecha-Gojira“, DVD-Titel: Godzilla gegen Mechagodzilla) ist ein japanischer Kaijū-Film des Regisseurs Jun Fukuda aus dem Jahr 1974. Es handelt sich um den vierzehnten Teil der Godzilla-Filmreihe des Tōhō-Filmstudios. Der Film ist der Erste, in dem Godzilla gegen den gigantischen Roboter Mechagodzilla antritt.

## Handlung
Eine Legende auf Okinawa besagt, dass, wenn ein schwarzer Berg in den Bergen hoch über die Wolken hinaus ragt, ein Monster auftauchen  wird und versucht, die Welt zu zerstören. Ein roter Mond wird untergehen und die Sonne im Westen aufgehen. Diese optische Illusion, eine Spiegelung des Sonnenaufgangs, weist auf zwei weitere Monster hin, die diese Bedrohung der Welt bekämpfen sollen.
In einer Höhle in der Nähe der Stadt entdecken ein Archäologe und ein Ingenieur eine Statue des Beschützers von Okinawa, bekannt als King Caesar (King-Shisa). Sie erkennen, dass dies eines der zwei Monster sein könnte, die auf Seiten der Menschheit kämpfen werden. Als ein schwarzer Berg in den Himmel ragt, erhebt sich Godzilla aus einem Vulkan. Niemand hat damit gerechnet, dass gerade Godzilla das Monster sein soll, das die Welt vernichten will. Die Überraschung ist groß, als Godzilla seinen ehemaligen Partner Anguirus angreift und beinahe tötet. Es stellt sich jedoch heraus, dass das Monster ein in der Form von Godzilla konstruierter Roboter namens  MechaGodzilla ist. MechaGodzilla ist ein Cyborg-Roboter aus Spacetitanium, hergestellt von affenähnlichen Aliens aus dem Weltall, die Godzilla auslöschen und die Erde erobern wollen.
Der echte Godzilla ist bereits auf der Suche nach Mechagodzilla. Im Zweikampf mit Mechagodzilla wird Godzilla beinahe getötet und Mechagodzilla schwer beschädigt. Von einem Gewitter mit Elektrizität aufgeladen, kehrt Godzilla zurück, um mit der Hilfe des wiedererwachten King Caesar den reparierten Mechagodzilla zu bekämpfen. Godzilla schlägt seinem Gegner den Kopf ab und wird ins Meer geschleudert. King Caesar kehrt in seine Höhle zurück.

## Produktion und Veröffentlichung
Der Film wurde unter der Regie von Jun Fukuda nach einem Drehbuch von Jun Fukuda und Hiroyasu Yamamura produziert. Die Musik des Films komponierte Masaru Satō und für den Schnitt war Michiko Ikeda verantwortlich.
Am 21. März 1974 kam der Film in die japanischen Kinos, am 20. Dezember 1974 folgte die Premiere in Deutschland (BRD). Später kam der Film unter anderem in Frankreich, Finnland und den USA in die Kinos, die englische Fassung erschien auf Video und DVD.

## Hintergrund
Genau wie in King Kong – Dämonen aus dem Weltall (Gojira tai Megaro) aus dem Jahr 1973 kommt der berühmte Riesenaffe in diesem Film überhaupt nicht vor. Stattdessen erhielt Mechagodzilla in der deutschen Synchronfassung den Namen "King Kong", um den irreführenden Titel zu rechtfertigen. Denselben Trick hatte der deutsche Verleih bereits beim Vorgängerfilm angewandt, wo der Roboter Jet Jaguar kurzerhand in "King Kong" umbenannt wurde.
Außerdem wird hier das Monster King Caesar (Kingu Shīsā, in der englischen Übersetzung wegen der ähnlichen Aussprache King Caesar genannt), erstmals gezeigt. King Caesar ist ein hundeartiges Lebewesen mit einem Löwenkopf aus der Mythologie Okinawas (Shīsā), basierend auf chinesischen Wächterlöwen. Er hat die Fähigkeit, tödliche Strahlen mit seinen Augen abzufangen und auf seinen Gegner zu reflektieren.

## Rezeption
Das Budget für diesen Film war 1,11 Millionen US-Dollar, das Einspielergebnis betrug 1,33 Millionen US-Dollar.

Der Film bekam überwiegend positive Bewertung, so bewerteten die Kritiker auf der Webseite Rotten Tomatoes den Film zu 71 Prozent positiv. Das Publikum bewertete den Film ähnlich, 62 Prozent fanden den Film gut.

„Ein sehr naiver Science-Fiction-Film, in dem wenigstens die Pyrotechniker bemerkenswerte Arbeit geleistet haben.“